# RFA Sir Galahad (1987)
El RFA Sir Galahad (L3005) es un buque logístico de desembarco de la clase Round Table de la Royal Fleet Auxiliary (RFA), actualmente NDCC García D'Avila (G-29) de la Marina de Brasil. Fue puesto en gradas en 1985, botado en 1986 y asignado en 1987.
Su nombre fue originalmente del RFA Sir Galahad de 1966 hundido en la Guerra de Malvinas de 1982.

## Construcción
Fue puesto en gradas en 1985, botado en 1986 y asignado en 1987. Fue de baja en 2007 y fue vendido a la Marina de Brasil como García D'Avila.